# Pseudocephalus arietinus
Pseudocephalus arietinus é uma espécie de cerambicídeo da tribo Pseudocephalini, com distribuição restrita à Austrália.

## Distribuição
A espécie tem distribuição restrita à Tasmânia, na Austrália.